# Tolonen (ö i Finland)
Tolonen är en ö i Finland. Den ligger i sjön Mahlunjärvi och i kommunen Saarijärvi i den ekonomiska regionen  Saarijärvi-Viitasaari och landskapet Mellersta Finland, i den centrala delen av landet, 280 km norr om huvudstaden Helsingfors. Öns area är 0,5 hektar och dess största längd är 150 meter i sydväst-nordöstlig riktning.